# Balassa Ádám
Báró gyarmati Balassa Ádám, gróf Balassa Bálint mostohaöccse, császári és királyi kamarás, ezredes és Kékkő főkapitánya, 1686-1701 között Korpona várának kapitánya.

## Élete
Balassa András és budatíni Szúnyogh Ilona fia. Első felesége Szelényi Judit, annak halála után Bory Judit volt. Házasságai gyermektelenek maradtak.
1685-ben Érsekújvár visszafoglalásánál tüntette ki magát. Thököly Imre oldalán is állt. A korponai helyőrség vezetését két éven át Farkas Ádám viselte, ezután helyére 1686 elején őt nevezték ki, ami ellen a korponaiak a haditanácshoz fordultak. Ennek ellenére tisztében maradt továbbra is és a várossal való kapcsolata egyre csak romlott. Még ugyanazon évben erőszakkal elvette a város kapukulcsait. Kapitánysága alatt a városiakkal szembeni hatalmaskodások elszaporodtak. Buda visszavétele után a vár stratégiai szerepe megszűnt, ám helyőrsége még néhány évig megmaradt. Az 1699-es karlócai béke után 1701-ben királyi parancsra a vár katonai kiváltságai megszűntek.